# Onindo
Onindo er en dansk baseret søgemaskine, med fokus på rejsebranchen.

## Beskrivelse
Onindo giver brugeren mulighed for at indhente aktuelle priser og specifikationer på rejser fra en række tilknyttede rejseselskabers websideer. Hermed kan priserne sammenlignes for den ønskede service og danne et beslutningsgrundlag for kunden. En evt. handel foregår så direkte mellem brugeren og rejseselskabet – og altså udenom søgetjenesten, der blot er formidler.
Tjenesten blev oprettet i 2006 af forskellige personer, der havde erfaringer fra rejsebranchen. I efteråret 2006 indtrådte JP/Politikens Hus i selskabet bag som medejer.

## Eksterne links
- Onindo Arkiveret 1. februar 2011 hos  Wayback Machine

| Internet | Spire Denne internet-relaterede artikel er en spire som bør udbygges. Du er velkommen til at hjælpe Wikipedia ved at udvide den. |